# Quatre pièces pour violon et piano (Suk)

Les Quatre Pièces pour violon et piano opus 17 est une sonate pour violon et piano de Josef Suk. Elle est créée le 19 janvier 1901 à Prague par le dédicataire Karel Hoffmann.

## Structure
1. Quasi una ballata en mi mineur: De structure symétrique (ABA), le piano prend modèle sur Franz Liszt.
2. Appassionato vivace: Dans le style de la toccata qui précède un choral.
3. Un poco triste: Lente mélodie dansante russe d'une profonde tristesse.
4. Finale: Burlesque (humoresque): Allegro vivace avec un épisode médian pochettii meno mosso.

- Durée d'exécution: dix sept minutes.

## Source
- François-René Tranchefort (direction), Guide de la Musique de Chambre, Paris, Fayard, coll. « Les indispensables de la musique », 1998 (1re éd. 1989), VIII-995 p. (ISBN 2-213-02403-0, OCLC 717306887, BNF 35064530), p. 872